# Kajkovskij Biologitjeskij Zakaznik
Kajkovskij Biologitjeskij Zakaznik (ryska: Кайковский Биологический Заказник) är ett naturreservat i Belarus.   Det ligger i voblasten Minsks voblast, i den centrala delen av landet, 22 km söder om huvudstaden Minsk.
Trakten runt Kajkovskij Biologitjeskij Zakaznik består till största delen av jordbruksmark. Runt Kajkovskij Biologitjeskij Zakaznik är det ganska glesbefolkat, med 40 invånare per kvadratkilometer.